# Lennart Johansson
Lennart Johansson (Stockholm, 5 november 1929 – aldaar, 4 juni 2019) was een Zweeds voetballer en sportbestuurder.

## Carrière
Johansson was UEFA-voorzitter van 1990 tot 26 januari 2007. Hij volgde de Fransman Jacques Georges op als president van de Europese voetbalbond. In 2005, toen Johansson bekendmaakte zijn termijn met nog twee jaar te verlengen, maakte hij ook bekend een opvolger te zoeken. Toch stelde hij zich in 2007 weer herkiesbaar als president. Na bijna 17 jaar moest hij na een verkiezing in Düsseldorf het stokje doorgeven aan oud-topvoetballer Michel Platini. Deze vroeg meteen aan het congres Johansson als erevoorzitter van de UEFA te benoemen. Onder hem kwam namelijk de succesvolle Champions League tot stand, wat een grote verdienste was van Johansson en de UEFA.
Naast zijn werk als president van de UEFA werkte Lennart Johansson tot 2005 ook als voorzitter van de Zweedse voetbalclub AIK en was hij vicevoorzitter van de wereldvoetbalbond FIFA. Bij dezelfde bond probeerde hij in 1998 de presidentstitel te veroveren, maar hij verloor van de vorige president Joseph Blatter.